# Nick Nyborg Christensen
Nick Nyborg Christensen (født xx. yy 1986) er dansk fodboldspiller, hvor hans primære position er i angrebet og sekundært på den offensive midtbane.
Den dengang 18-årige Nick Nyborg Christensen startede som nyoprykket på Fremad Amagers 2. hold i Københavnsserien i efteråret 2004. Han nåede at score 11 mål i 25 kampe for Fremad Amagers divisionsreserver i 2005 og blev sidenhen udnævnt til årets ungdomsspiller, før han i sommeren 2005 debuterede på klubbens 1. hold som indskifter i kampen mod Nykøbing Falster Alliancen den 5. juni 2005. I foråret 2006 lavede han en aftale med 2. divisionsklubben AB 70. Han nåede at spille 7 kampe for, men fik ikke den spilletid, som han havde forventet og valgte således at skifte til en lavere rangerende klub, Amager United, den 1. august 2006.

## Spillerkarriere
- 2005-2005: Boldklubben Fremad Amager, 1. division
- 2006-2006: AB 70, 7 kampe og ? mål, 2. division Øst
- 2006-2006: Amager United, x kampe og 5 mål, Danmarksserien, pulje 2